# La gitana (film 1906)
La gitana è un cortometraggio muto del 1906 diretto da Gaston Velle.

## Produzione
Il film venne prodotto dalla Società Italiana Cines

## Distribuzione
Distribuito dalla Società Italiana Cines, il film uscì nelle sale nel 1906.

### Data di uscita
- Italia 1906
- USA 28 settembre 1907
- Francia febbraio 1908

Alias
- Die Zigeunerin	  Germania
- Gitana; or, The Gypsy	 USA
- Gitane	 Francia